# トリュファード
トリュファード(Truffade)は、フランスのオーヴェルニュ地域圏の伝統的な料理である。極細切りにしたジャガイモを柔らかくなるまでガチョウの脂肪で焼き、薄く削ったトム・フレッシュ（通常のトムチーズは、溶け方が異なるため用いることはできない）と合わせる。これを生地状にくっつくまで混ぜ、生のパセリを飾ったり、シンプルなグリーンサラダと一緒に提供する。
裏返して両面を焼いたり、ラードンを加えることもある。